# 加音 (インド・ヨーロッパ語)
加音（英: augment）は、ある種のインド・ヨーロッパ語で使われる接頭辞である。ヘレニック語派、アルメニア語派とサンスクリット語などのインド・イラン語派の過去時制の形成において最も顕著に使用される。これが子孫言語であるこれらの語派において獲得されたのか、あるいは親言語には存在したが他の語派では失われたのかについてはよく分かっていない。（ヘレニック祖語（英語版）も参照）

## ギリシャ語

### 古代ギリシャ語
古代ギリシャ語の動詞 λέγω légo「わたしは言う」にはアオリストのἔλεξα élexa「私は言った」があるが、この語頭のε eが加音である。これが子音の前にくるときは、音節を一つ加えるため「成節加音」と呼ばれる。動詞の語根の語頭子音（基本的にディガンマ）が失われるため、ときおり成節加音は母音の前に出現する。
- *έ-ϝιδον *é-widon → (ディガンマの消失) *ἔιδον *éidon → (合音（英語版）) εἶδον eîdon

加音が母音の前に加えられたときは、加音と母音は融合して長くなる。例： akoúō「私は聞く」、 ḗkousa「私は聞いた」。これは母音を発音するのに必要な時間を増やすため、ときどき「一時的加音（temporal augment）」と呼ばれる。

### ホメーロス言語
ホメーロスの古イオニア方言（ホメーロス言語）では、過去時制（アオリストもしくは未完了（英語版））動詞は加音を伴なって現れたり、伴わず現れたりする。
- ὣς φάτο — ὣς ἔφατο hṑs pháto — hṑs éphato "so he/she said（「そのように彼/彼女は言った」）"
- ἦμος δ᾿ ἠριγένεια φάνη ῥοδοδάκτυλος Ἠώς, êmos d' ērigéneia phánē rhododáktulos Ēṓs, "And when rose-fingered Dawn appeared, early-born,"

### 現代ギリシャ語
非強勢語頭母音の消失によって、アクセントの置かれていない成節加音はビザンチン時代の間に消滅したが、アクセントの置かれている成節加音は残っている。それゆえ古代ギリシャ語ἔλυσα, ἐλύσαμεν (élūsa, elū́samen) 「私はゆるめた、私たちはゆるめた」は現代ギリシャ語έλυσα, λύσαμε (élisa, lísame)に対応する。一時的加音は日常語には生き残っていないが、これは交替しない語頭母音を残している。例：古代ギリシャ語ἀγαπῶ, ἠγάπησα (agapô, ēgápēsa)「私は愛した、私たちは愛した」:: 現代ギリシャ語αγαπώ, αγάπησα (agapó, agápisa).

## サンスクリット語
サンスクリット語には過去時制（アオリストと未完了）動詞に接頭される加音のअ- / a-がある。
| 語幹     | 現在            | アオリスト    | 未完了           | 日本語（英語） |
| -------- | --------------- | ------------- | ---------------- | -------------- |
| ध / dhã  | दधति / dadhãti   | अधत् / adhãt   | अदधत् / adadhãt   | 置く（put）    |
| गम् / gam | गच्छति / gacchati | अगमत् / agamat | अगच्छत् / agacchat | 行く（go）     |

## 他の言語
- フリギア語は加音を持っていたと見られる。
- 古典アルメニア語はe-の形に加音がある。
- タジキスタンで話される西イラン語の一つであるヤグノブ語には加音がある。

## 人工言語
J. R. R. トールキンのクエンヤ語における完了形（例：utúlië、túlë「来る」の完了時制）の前の最初の母音の反復はインド・ヨーロッパ語の加音を形態からも機能からも彷彿とさせ、またトールキンによる文法においても使用される。